# Retour sur l'île de l'Oubli
Retour sur l'île de l'Oubli (titre original : Return to the Isle of the Lost) est un roman de l'auteure américaine Melissa de la Cruz, édité en 2016 par Hyperion.
Le roman se déroule après les événements du téléfilm Descendants et avant ceux de Descendants 2, prévu pour 2017. Cependant, il n'est en aucun cas relié à la suite.
Un premier roman intitulé L'Île de l'Oubli a été publié en 2015, il se déroule avant le premier téléfilm et permet d'introduire l'univers.

## Résumé
Après avoir vaincu Maléfique lors du couronnement de Ben. Mal, Evie, Jay et Carlos ont été acceptés une bonne fois pour toutes par les habitants d'Auradon, même s'ils ont encore parfois un peu de mal à se faire à leurs nouvelle vie de héros.
Mais un jour, ils sont invités en secret à retourner sur l’île de l'Oubli et Mal et ses amis décident d'y retourner. Mais tout n’est pas exactement comme dans leurs souvenirs. Le danger rôde, et ils vont rapidement devoir unir leurs talents afin de sauver le royaume d’une nouvelle menace, plus sombre et plus mystérieuse encore que les précédentes.